# 韋斯特恩斯普林斯 (伊利諾伊州)
韋斯特恩斯普林斯（英語：Western Springs）是位於美國伊利諾伊州庫克縣的一個村落。

## 地理
韋斯特恩斯普林斯的座標為41°48′20″N 87°54′04″W / 41.80556°N 87.90111°W，而該地最高點為海拔高度205米（即673英尺）。

## 人口
根據2010年美國人口普查的數據，韋斯特恩斯普林斯的面積為7.22平方千米，當中陸地面積為7.22平方千米，而水域面積為0.00平方千米。當地共有人口12975人，而人口密度為每平方千米1,797人。